# Léon Motais de Narbonne
Pour les articles homonymes, voir Narbonne.
Léon Motais de Narbonne, né le 21 juin 1906 à Champaissant (Sarthe) et mort le 10 août 1971 à Rio de Janeiro (État de Rio de Janeiro), est un homme politique français.

## Biographie
En 1931, il obtient le prix Maurice-Bernard.
En 1968, il est réélu sénateur avec comme suppléant Jacques Rosselli.
Il meurt le 10 août 1971.

## Détail des fonctions et des mandats
Mandat parlementaire
- 5 mai 1959 - 2 octobre 1968 : Sénateur des Français établis hors de France